# Sphaerocarpos hians
Sphaerocarpos hians là một loài rêu trong họ Sphaerocarpaceae. Loài này được Haynes mô tả khoa học đầu tiên năm 1910.